# Osiek (gmina Jarocin)
Osiek – średniej wielkości wieś w Polsce położona w województwie wielkopolskim, w powiecie jarocińskim, w gminie Jarocin
W latach 1975–1998 miejscowość należała administracyjnie do województwa kaliskiego.
W Osieku urodziła się i wychowała lokalna pisarka Jadwiga Piętka, która opisała tę wieś w zbiorze autobiograficznych opowiadań "Tam gdzie kwitną kaczeńce (opowiadania o rodzinnym Osieku)".